# Dipondium
Dipondium byla jednotka hmotnosti v antickém Římě. 1 dipondium je 654,9 g, což jsou 2 pondusy.
- Zvláštní fyzikální jednotky